# Reformierte Kirche Holderbank

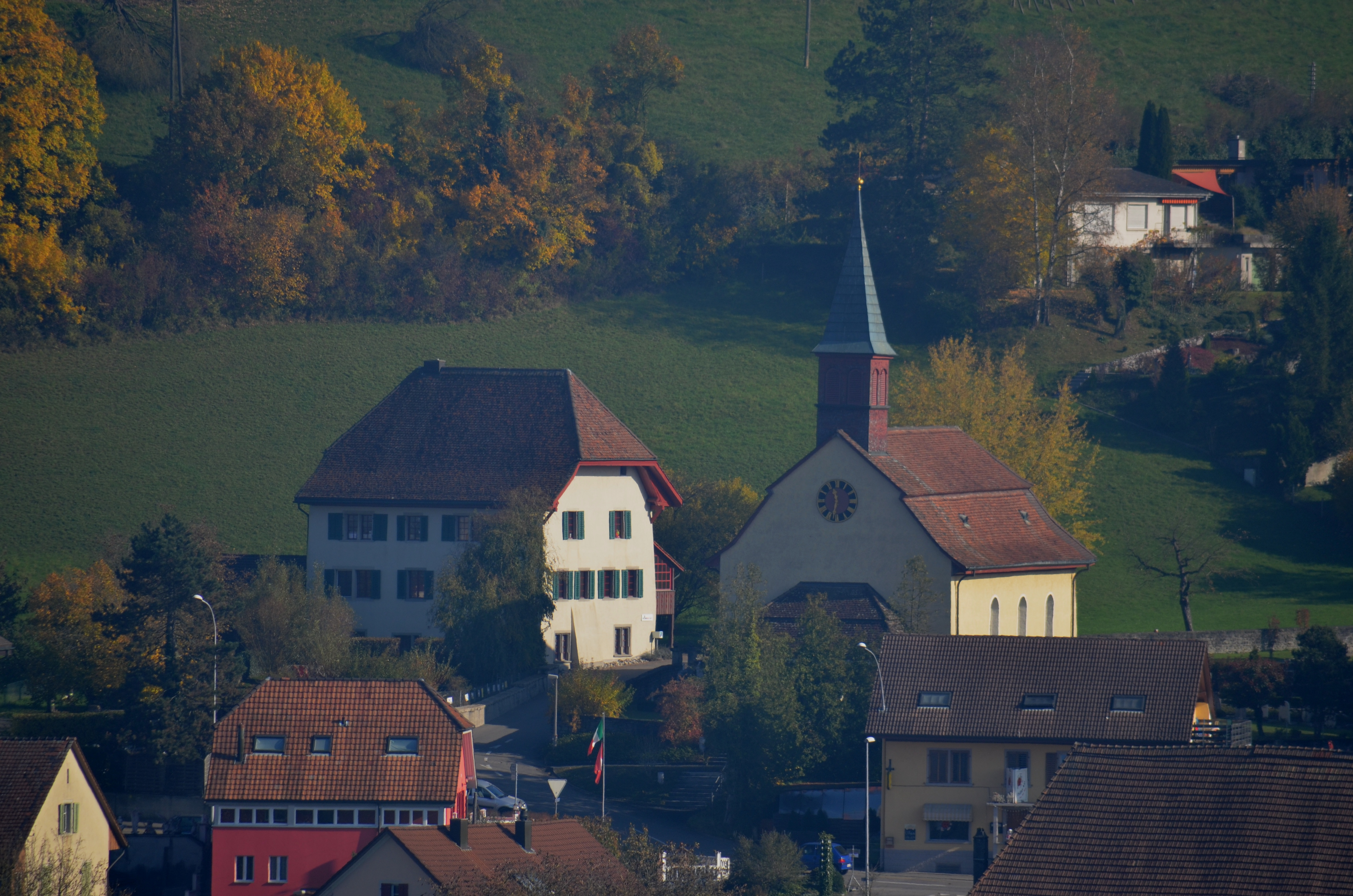
Pfarrhaus und Kirche Holderbank (2014)

Die reformierte Kirche Holderbank ist die Dorfkirche der aargauischen Gemeinde Holderbank in der Schweiz.

## Geschichte
In den Quellen erscheint die Kirche Holderbank erstmals 1275. Die Kollatur gehörte stets zur Herrschaft Wildegg. Der Berner Architekt Samuel Jenner erbaute 1701 bis 1702 die schlichte Saalkirche mit Dachreiter und barockem Portal.

## Ausstattung
Im Chor lagen mehrere Grabplatten der Herrschaftsfamilie Effinger. Die Platten sind heute auf die Wände verteilt. Ein spätgotischer, um 1475 entstandener Taufstein trägt den Christus als Schmerzensmann, Maria und eine weitere Heilige sowie die Berner Familienwappen von Ballmoos, von Holz und von Buchsee. Auf der Empore befindet sich eine Kuhn-Orgel aus dem Jahr 1964 mit 20 Registern.